# Sandro Cois
Sandro Cois (Fossano, 9 giugno 1972) è un ex calciatore italiano, di ruolo centrocampista.

## Caratteristiche tecniche
In gioventù ha ricoperto il ruolo di rifinitore dietro le punte; negli anni successivi, invece, è stato impostato dapprima come difensore centrale e quindi come mediano, ruolo nel quale si è successivamente affermato. La sua duttilità tattica è emersa soprattutto nella stagione 1997-1998, sotto la guida di Alberto Malesani, che lo ha schierato in tutti i ruoli della difesa e del centrocampo.

## Carriera

### Club
Di origini sarde, inizia l'attività nelle giovanili della Fossanese ed esordisce in prima squadra nella Saviglianese, nel Campionato Interregionale 1988-1989. A fine stagione lo acquista il Torino, con cui esordisce in Serie A poco più che diciottenne, nella partita Lecce-Torino 1-1 del 17 marzo 1991. Nelle stagioni successive, sotto la guida di Emiliano Mondonico, si ritaglia sempre più spazio nel centrocampo granata, contribuendo alla conquista di una Coppa Italia nel 1993 e al raggiungimento della finale di Coppa Uefa persa contro l'Ajax.
Nel 1994 passa alla Fiorentina, appena promossa dalla Serie B, per 4,5 miliardi di lire. Nella giovane squadra allenata da Claudio Ranieri si impone definitivamente nel ruolo di mediano di interdizione, conquistando un'altra Coppa Italia e una Supercoppa italiana nel 1996, ed entrando nel giro della Nazionale durante la stagione 1997-1998, sotto la guida di Alberto Malesani.
Nelle stagioni successive, tuttavia, lo spazio in campo si riduce, fino ad un minimo di 11 presenze nella stagione 2001-2002. Nell'agosto 2002 si svincola dalla società viola e passa alla Sampdoria, in Serie B: con i blucerchiati gioca solamente 4 partite a causa di diversi infortuni, poi si trasferisce al Piacenza in cambio di Salvatore Miceli, dove colleziona altre 5 partite nella massima serie. Al termine della stagione, perseguitato da problemi fisici, decide di chiudere a soli 31 anni la sua carriera professionistica, nella quale ha collezionato 224 presenze e 9 reti in Serie A e 4 presenze in Serie B.

### Nazionale
Ha vestito la maglia della Nazionale maggiore in 3 occasioni: l'esordio avviene nell'amichevole contro la Slovacchia, nel gennaio 1998, subentrando a Luigi Di Biagio. Convocato per i Mondiali del 1998, non è mai sceso in campo nella competizione.

## Dopo il ritiro
Al termine della sua carriera calcistica diventa imprenditore immobiliare a Montecatini Terme. È anche sceso in campo con la maglia della Nazionale italiana piloti.
Dal 2014 è  allenatore degli esordienti del Margine Coperta
Dal 2019, è allenatore della formazione Under 16 della Pistoiese
Dal 2022, è allenatore della formazione Under 16 del Pisa.
Dal 2023 è allenatore della formazione Under 17 del Pisa.

## Statistiche

### Cronologia presenze e reti in nazionale
| Cronologia completa delle presenze e delle reti in nazionale ― Italia | Cronologia completa delle presenze e delle reti in nazionale ― Italia | Cronologia completa delle presenze e delle reti in nazionale ― Italia | Cronologia completa delle presenze e delle reti in nazionale ― Italia | Cronologia completa delle presenze e delle reti in nazionale ― Italia | Cronologia completa delle presenze e delle reti in nazionale ― Italia | Cronologia completa delle presenze e delle reti in nazionale ― Italia | Cronologia completa delle presenze e delle reti in nazionale ― Italia |
| Data                                                                  | Città                                                                 | In casa                                                               | Risultato                                                             | Ospiti                                                                | Competizione                                                          | Reti                                                                  | Note                                                                  |
| --------------------------------------------------------------------- | --------------------------------------------------------------------- | --------------------------------------------------------------------- | --------------------------------------------------------------------- | --------------------------------------------------------------------- | --------------------------------------------------------------------- | --------------------------------------------------------------------- | --------------------------------------------------------------------- |
| 28-1-1998                                                             | Catania                                                               | Italia                                                                | 3 – 0                                                                 | Slovacchia                                                            | Amichevole                                                            | -                                                                     | 55’                                                                   |
| 16-12-1998                                                            | Roma                                                                  | Italia                                                                | 6 – 2                                                                 | World Stars                                                           | Amichevole                                                            | -                                                                     | 46’                                                                   |
| 10-2-1999                                                             | Pisa                                                                  | Italia                                                                | 0 – 0                                                                 | Norvegia                                                              | Amichevole                                                            | -                                                                     | 46’                                                                   |
| Totale                                                                |                                                                       | Presenze                                                              | 3                                                                     |                                                                       | Reti                                                                  | 0                                                                     |                                                                       |

## Palmarès

### Club
Competizioni giovanili
- Campionato Primavera: 2

Torino: 1990-1991, 1991-1992

#### Competizioni nazionali
- Coppa Italia: 3

Torino: 1992-1993
Fiorentina: 1995-1996, 2000-2001
- Supercoppa italiana: 1

Fiorentina: 1996

#### Competizioni internazionali
- Coppa Mitropa: 1

Torino: 1991

#### Nazionale
- Campionato d'Europa Under-21: 1

Francia 1994